# Universal Robot Band
Universal Robot Band foi um grupo musical Americano formado por Gregory Carmichael, Patrick Adams, Leroy Burgess, Gregory Tolbert e Woody Cunningham. 
O single de estreia lançado pela banda, "Dance and Shake Your Tambourine", de 1976, alcançou a 25ª posição na Dance Music/Club Play Singles, 48ª na R&B Singles e 93ª na Billboard Hot 100.